# Kid Albums
Kid Albums (voorheen Top Kid Audio) is een wekelijks hitlijst, gepubliceerd door Billboard Magazine. De lijst is een overzicht van de bestverkopende kindermuziekalbums in de Verenigde Staten. De eerste lijst werd op 9 september 1995 uitgegeven. Ranglijsten zijn samengesteld door verkoopstatistieken, verzorgd door Nielsen Soundscan.
De lijst behandelt studioalbums, ep's, verzamelalbums en soundtracks, die gericht zijn op een jeugdig publiek (kinderen, tieners). Het genre varieert tot babymuziek, zoals slaapliedjes, tot soundtracks voor films die gericht zijn op kinderen in de leeftijdsklasse 5-9 jaar. De meestvoorkomende genres in de lijst zijn pop, bubblegum en poprock.
De eerste nummer-één in de lijst was het compilatiealbum van Walt Disney Records, genaamd Classic Disney, Vol. 1. Destijds heette de lijst nog Top Kid Audio.